# Costus chartaceus
Costus chartaceus är en enhjärtbladig växtart som beskrevs av Paulus Johannes Maria Maas. Costus chartaceus ingår i släktet Costus och familjen Costaceae. Inga underarter finns listade.

## Bildgalleri

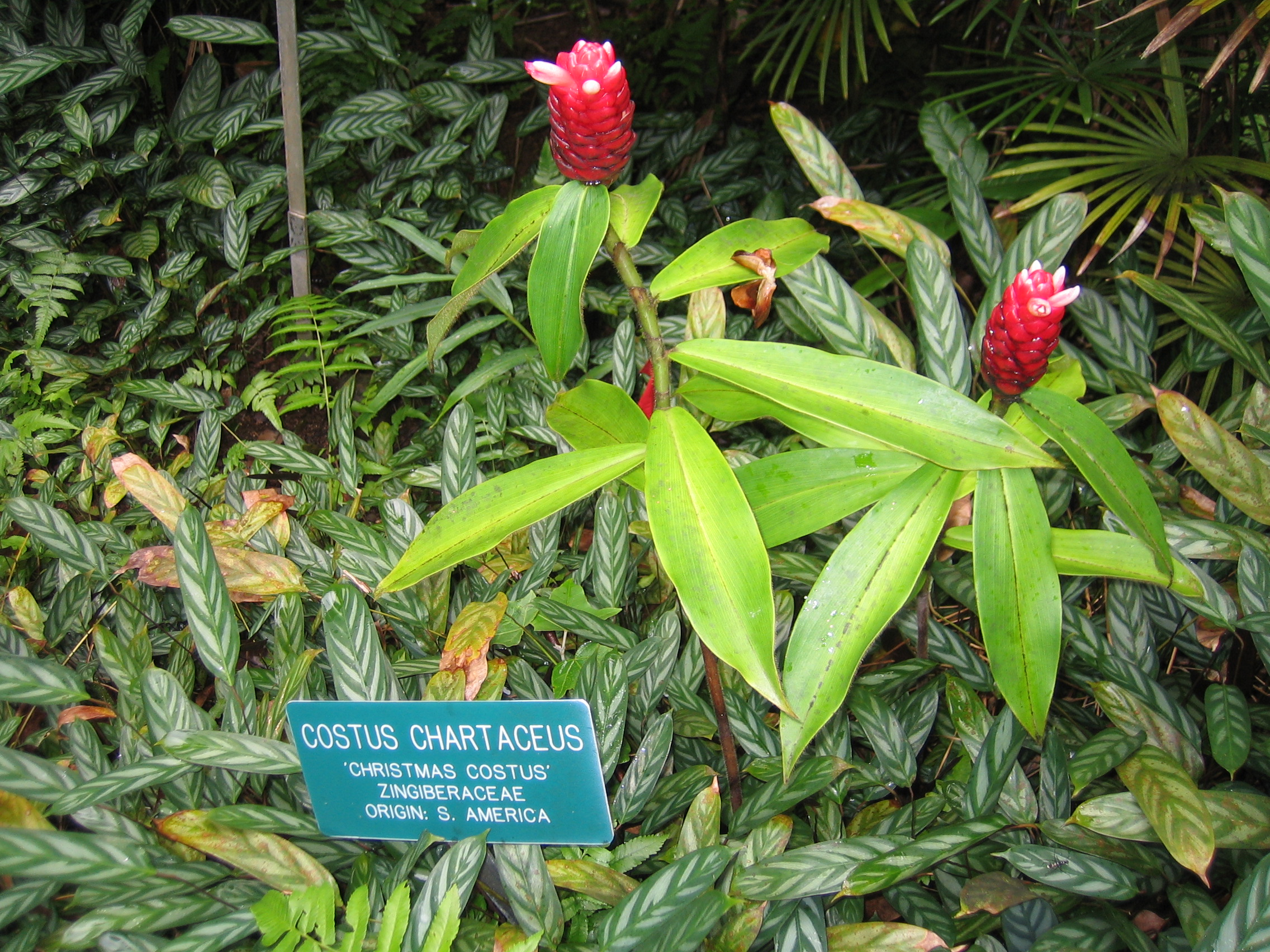